# Tinea minutella
Tinea minutella är en fjärilsart som beskrevs av Fabricius 1794. Tinea minutella ingår i släktet Tinea och familjen äkta malar. Inga underarter finns listade i Catalogue of Life.